# NGC 5027
NGC 5027 is een balkspiraalstelsel in het sterrenbeeld Maagd. Het hemelobject werd op 17 april 1830 ontdekt door de Engelse astronoom John Herschel.

## Synoniemen
- NGC 5027
- UGC 8297
- MCG 1-34-10
- ZWG 44.28
- NPM1G +06.0375
- IRAS13108+0619
- PGC 45936